# Voggenhof (Ansbach)
Voggenhof ist eine Wüstung auf dem Gemeindegebiet der kreisfreien Stadt Ansbach (Mittelfranken, Bayern).

## Geografie
Voggenhof und Voggenmühle befanden sich im 19. Jahrhundert westlich der Oberen Vorstadt Ansbach auf einer Höhe von 407 m ü. NHN. Im Westen lag die Flur Hinterm Voggenhof. Heute befinden sich an der Stelle Sportplätze und das Freizeitbad Aquella.

## Geschichte
Der Voggenhof zählt zu den ältesten Anwesen der Stadt Ansbach. Der Ort gehörte ursprünglich dem Kloster Heilsbronn bzw. nach dessen Säkularisation zum brandenburg-ansbachischen Klosterverwalteramt Heilsbronn. 1558 wurde vereinbart, dass der Voggenhof Abgaben für das Neue Spital zu entrichten hat. Laut dem 16-Punkte-Bericht des Oberamtes Ansbach von 1684 gehörte der Hof zur Stadt Ansbach. Es hatte nun das Hofkastenamt Ansbach als Grundherrn. 1720 wurde der Ganzhof geteilt. Unter der preußischen Verwaltung (1792–1806) des Fürstentums Ansbach erhielt Voggenhof bei der Vergabe der Hausnummern die Nr. 374 und 375 des Ortes Ansbach. Von 1797 bis 1808 unterstand der Ort dem Justiz- und Kammeramt Ansbach. Seitdem wurde Voggenhof nicht mehr erwähnt. Auch im Urkataster des 19. Jahrhunderts finden sich keine Spuren mehr von den zwei Halbhöfen.

## Religion
Die Einwohner evangelisch-lutherischer Konfession waren nach St. Johannis (Ansbach) gepfarrt.